# Nick Carter (fumetto)
Nick Carter è un personaggio immaginario dei cartoni animati e dei fumetti creato da Bonvi e da Guido De Maria per la trasmissione televisiva Gulp! I Fumetti in TV nel 1972 che raggiunse un notevole successo negli anni settanta tanto da divenire il personaggio principale del programma che continuò, con il nome SuperGulp! con diverse edizioni fino al 1981. Il successo conseguito in televisione portò Bonvi a chiedere il permesso all'altro autore, Guido De Maria, di realizzare un'opera interamente a fumetti dal titolo Nick Carter Story che comparve su molti periodici dell'epoca quali il Corriere dei Piccoli e il Corriere dei Ragazzi e, nel corso degli anni, in numerose pubblicazioni e su volumi antologici. Al personaggio sono state intitolate due pubblicazioni a fumetti nel 1976 e nel 1991. Il fumetto è divenuto un classico e si trovano frequenti citazioni, riferimenti e omaggi al personaggio e al suo mondo e famosi tormentoni della serie sono entrati nel lessico corrente.

## Genesi del personaggio
(Frase pronunciata da Stanislao Moulinsky a Nick Carter)
Il personaggio nasce come parodia dell'omonimo detective letterario creato da John Russel Coryell nel 1886 e per essere il protagonista di una serie di cartoni animati trasmessi all'interno programma televisivo Gulp! I fumetti in TV prodotto dalla Rai nel 1972. In realtà più che cartoni animati sarebbe più corretto definirli "fumetti televisivi", dato che l'animazione consisteva nella semplice riproduzione di vignette montate con opportuni accorgimenti e dissolvenze per dare l'idea del movimento. L'episodio pilota che darà vita alla serie televisiva, Il mistero dei dieci dollari, venne realizzata da Bonvi e De Maria tra il 1969 e il 1970 su richiesta di Giancarlo Governi, responsabile dei "Programmi Speciali" e trasmesso nel 1972 come provino per la Rai.

## Serie televisiva
Il programma esordì il 14 settembre 1972 su Rai 2 presentato da Cochi e Renato iniziando con un episodio del personaggio e prosegue per dodici puntate. Il successo del personaggio è tale che nel 1977, all'interno della nuova edizione del programma, Supergulp, i vari cartoni animati contenuti sono presentati dallo stesso Nick Carter e dai suoi aiutanti Patsy e Ten animati da Renato Berselli sui testi del regista De Maria, e il positivo riscontro fece continuare il programma con diverse edizioni fino al 1981.

### Doppiaggio
- Nick Carter: Carlo Romano, Stefano Sibaldi e Giuseppe Rinaldi;[4]
- Patsy: Silvio Spaccesi;[4]
- Ten: Giorgio Ariani;[4]
- Stanislao Moulinsky: Mauro Mattioli[4], imitando la voce di Amedeo Nazzari;[5]
- Bartolomeo Pestalozzi di Pinerolo, l'allievo prediletto di Moulinsky: lo stesso regista Guido De Maria.[4]

## Storia editoriale
Dopo il successo della trasmissione televisiva Bonvi, autore già di fama nazionale, su permesso dell'altro autore del personaggio, Guido De Maria, ne realizza una versione interamente a fumetti che viene pubblicata su varie testate, esordendo nel 1972 sul Corriere dei Piccoli. L'anno successivo i responsabili del Corriere d'Informazione, accortisi all'ultimo momento che mancavano alcune strisce di carattere umoristico per il loro inserto estivo, si rivolsero ad Alfredo Castelli il quale fornì (oltre ad alcune strisce del suo personaggio Zio Boris) delle originali strisce di Nick Carter scritte da egli stesso per l'occasione e disegnate da Silver, a totale insaputa dell'amico Bonvi. Quest'ultimo infatti si trovava in vacanza in Brasile, e le tavole di Nick Carter a disposizione erano troppo poche per poter essere pubblicate sul Corriere d'Informazione, e così Castelli e Silver decisero di agire senza consultarlo. A detta di Castelli, queste strisce realizzate all'insaputa di Bonvi garantirono alla serie l'immortalità. Successivamente Nick Carter continuò a essere pubblicato su altre riviste come il Corriere dei Ragazzi, Il Paladino dei ragazzi (Panini, 1973); Attenti a quei due (Cenisio, 1975), Eureka (Corno, 1975), SuperGulp! (Mondadori, 1978), Comix (Panini, 1992) e in alcuni numeri unici usciti come supplemento a testate quali Jonny Logan (Dardo, 1972), Maschera Nera (Corno, 1977), Superalbo (Dardo, 1972), TITÌ (Cenisio, 1975). Gli sono stati dedicati anche album di figurine della Panini. Bonvi realizza oltre ottanta storie a fumetti pubblicate dal Corriere dei Ragazzi tra il 1972 e il 1975. I disegni di alcune storie sono affidati da Bonvi a due suoi allievi, Clod (Claudio Onesti) e Silver, che disegneranno anche alcuni episodi televisivi per Supergulp! con i testi di De Maria.
Nel 1976 venne realizzata una testata contenitore intitolata al personaggio, edita dalla casa editrice Cenisio, della quale escono però solo cinque numeri; oltre a storie di Nick Carter, la rivista pubblicava anche le strisce di Sturmtruppen, storie di Milo Marat di Bonvi e Mario Gomboli, Cattivik realizzato da Silver ed Eligio di Clod. Nel 1980 lo stesso Bonvi realizza una controversa parodia pornografica del suo personaggio sulle pagine della rivista Playboy, intitolata Playgulp.
Successivamente Bonvi metterà un pò da parte Nick Carter, preferendo dedicarsi ad altri progetti editoriali e soprattutto alle sue Sturmtruppen. Negli anni novanta ci fu un tentativo della casa editrice G. Vincent Edizioni che pubblicò una testata per sette numeri divisi in due serie (da ottobre 1991 ad aprile 1992 e da febbraio 1993 ad agosto 1993) che ristampa le storie disegnate da Bonvi negli anni settanta e in appendice quelle disegnate da Silver.
Il personaggio di Bonvi e De Maria è stato anche il protagonista del 17° volume de I Classici del Fumetto di Repubblica - Serie Oro, dal titolo Nick Carter - Le grandi indagini (La Repubblica, 2005), del 25° volume della collana 100 anni di fumetto italiano intitolato Nick Carter. Quelli del Corriere dei Ragazzi (Corriere della Sera, 2010) e del primo volume della collana Superfumetti (Mondadori Comics, 2015), dal titolo Nick Carter. Il mistero dei dieci dollari.

## Trama e personaggi della serie
Nella New York degli anni quaranta, Nick Carter è un investigatore privato molto basso con un berretto in stile Sherlock Holmes, un impermeabile in stile Humphrey Bogart e un papillon rosso a pois. Ha due spalle che fungono da aiutanti: Patsy, un gigante buono ma un po' tonto e Ten, un saggio cinese sempre pronto a sfornare massime in rima adatte all'occasione e che immancabilmente incominciano con «Dice il saggio». Nascendo come parodia di una serie gialla investigativa ne segue anche i canoni classici con l'inevitabile finale dove il protagonista svela il mistero e smaschera il colpevole di turno che il più delle volte è Stanislao Moulinsky, "falso barone spagnolo", capace di mascherarsi da qualsiasi cosa (ad esempio, da cassaforte, da cavallo o da dirigibile) oppure il suo allievo prediletto Bartolomeo Pestalozzi da Pinerolo (che sembra essere stato introdotto per scherzo da De Maria all'insaputa di Bonvi). La classica conclusione degli episodi ripeteva la formula «Non sei *** (nome o personaggio variabile a seconda dell'episodio), bensì Stanislao Moulinsky, in uno dei suoi più riusciti travestimenti», a cui Moulinsky replicava con «Ebbene sì, maledetto Carter! Hai vinto anche stavolta!».

## Impatto culturale
Il fumetto è divenuto un classico e si trovano frequenti citazioni, riferimenti e omaggi al mondo di Nick Carter. Famosi modi di dire del personaggio sono entrati nel lessico corrente.
La storia di Lupo Alberto: Lupo Carter - La formula, è una tipica storia in stile Nick Carter interpretata dai personaggi di Silver.
Traendo spunto da un reale fatto di cronaca (un finto funerale inscenato da contrabbandieri di sigarette) nel 1973 l'autore Alfredo Castelli, con la complicità di Bonvi, propose sul Corriere dei Ragazzi una sua versione di un "Nick Carter all'italiana": in questa storia l'azione non si svolge più a New York ma nella mediterranea Napoli, Nick Carter si chiama Nicolino Cartieri, Ten parla con accento romano e l'acerrimo nemico Stanislao Moulinsky è diventato Stanislao Munafò.
Alcune avventure caratterizzate da un taglio più politico incapparono nelle maglie della censura. Ad esempio l'episodio «…Ottobre!» restò a lungo inedito a causa del rifiuto della pubblicazione da parte del Corriere dei Ragazzi oppure l'episodio «All’Ovest niente di nuovo…» dove l'affermazione «…gli interessi del Capitale sono gli interessi della Patria!…» venne trasformata in un più innocuo «…i nostri interessi sono gli interessi della Patria!…».

## Altri media
- Nel 1972 e nel 1977 la Panini realizzò due album di figurine.[2]
- Nel 1996 la G&T Multimedia pubblicò un videogioco di avventura grafica su CD-ROM per Windows, Nick Carter: Il mistero del tesoro degli Incaz, con doppiaggio in italiano, postumo alla scomparsa di Bonvi.[19][20]